# Tri križa
Tri križa (nizozemski: De Drie Kruisen) je slavni bakrorez baroknog slikara Rembrandta van Rijna iz 1653. godine i smatra se jednim od najdinamičnijih grafika ikada napravljenih.
Ovaj bakrorez predstavlja vrhunac Rembrandtove virtuoznosti kao grafičara. Obilan pljusak linija omotava mnoštvo likova na brdu Golgota gdje je između dva razbojnika razapet Isus Krist. Rembrandt je bio inspiriran tekstom iz Matejevog Evanđelja (Mt 26,1-28,20) koji opisuje raspeće Isusa Krista. Isus Krist na križu okružen je dvojicom razbojnika koji su razapeti s njim, dok u podnožju Djevicu Mariju, Isusovu majku koja plače, pridržavaju evanđelisti. Rimski vojnici su na konjima i okružuju križeve, uz ožalošćene građane. 
Bakropis i suha igla su radno intenzivni procesi i jedan od ranih oblika grafike. Rembrandt je suhom iglom na bakrenog ploči izdubljivanjem stvarao oštre rubove koji zadržavaju obilnu količinu tinte te bojanjem i laganim brisanjem ploče rezultira baršunastim linijama prilikom ispisa. Namjerno ostavlja boju na ploči koja lagano pokriva figure koje stoje desno na podnožju križa dok deblji sloj gotovo potpuno prekriva grmlje uz desni rub. Kreativno bojeći ploču, Rembrandt pojačava kontrast svijetlog i tamnog, razjašnjava prostorne odnose i proizvodi potpuno jedinstvene otiske svaki put kada je otisnuo ploču. 
Svaka od pet promjena koju uvodi Rembrandt tijekom rada na grafici povećava važnost Isusove figure koja je osvijetljena zrakom svjetlosti koja predstavlja Božje svjetlo s Nebesa. Naime, priroda grafičkog medija je značila da je moguće da Rembrandt pravi stalne promjene (koje je učinio tijekom deset godina), kombinirajući bakropis i suhu iglu, mijenjajući sastav slike i čineći je u konačnici tamnijom i kaotičnijom. Najdramatičnija promjena je nebeskog svjetla koje je tamnije na jednoj strani što je namijenjeno razlikovanju dobrog od lošeg razbojnika:
- Druga faza
- Treća faza
- Četvrta faza
- Peta faza

Djelo je tiskano na pergamentu koji prožima kompoziciju toplim svjetlom, zadržava tintu na površini te omekšava linije. Danas se nekoliko otisaka nalazi u raznim svjetskim muzejima (Muzej umjetnosti Kemper, Bostonski muzej umjetnosti, Muzej umjentosti sveučilišta Princeton, i dr.).